# Рождественская, Татьяна Всеволодовна
Татья́на Все́володовна Рожде́ственская (род. 26 августа 1945 года, Ленинград, РСФСР, СССР) — российский филолог, специалист в области языка и культуры Древней Руси, особенно древнерусской эпиграфики. Доктор филологических наук (1994). Профессор кафедры русского языка филологического факультета Санкт-Петербургского государственного университета.

## Происхождение
Татьяна Рождественская родилась 26 августа 1945 года в семье детского поэта и переводчика, военного корреспондента Всеволода Рождественского (1895—1977) и его третьей супруги Ирины Павловны, урождённой Стуккей (1906—1979). Её дед, Александр Васильевич Рождественский (1850—1913), служил протоиереем, в 1878—1907 годах преподавал закон Божий в Царскосельской гимназии, где учился отец Татьяны. Бабушка будущего языковеда — Анна Александровна Рождественская (урождённая Казанская, ум. 1942) — была домашним педагогом, состояла в переписке со Л. Н. Толстым.

В. А. Рождественский, отец

Родная тётя Т. В. Рождественской — Ольга Александровна, в замужестве Федотова (1885—1978). Также среди её отдалённых предков — генерал от артиллерии, сенатор Иван Карлович Арнольди (1780/1781—1860).
Сестра-близнец Татьяны Всеволодовны — Милена — профессор филологического факультета СПбГУ, доктор филологических наук. Имела ещё старшую сестру, искусствоведа Наталью (1937—2012).

## Биография
Окончила ленинградскую школу № 239 (1963) и отделение русского языка и литературы филологического факультета ЛГУ (1968). Затем обучалась в аспирантуре Ленинградского отделения Института языкознания АН СССР; с 1971 по 1977 год — научный сотрудник ЛО ИЯ.
В 1974 году защитила кандидатскую диссертацию на тему «Древнерусские надписи-граффити XI—XIV вв. как лингвистический источник» под руководством А. П. Евгеньевой.
С 1977 года по настоящее время работает на кафедре русского языка филологического факультета ЛГУ/СПбГУ — ассистент, доцент, ныне профессор.
В 1994 году защитила докторскую диссертацию «Эпиграфические памятники Древней Руси X—XV вв.: проблемы лингвистического источниковедения».
Член редколлегии журналов «Русский язык в научном освещении» и «Slověne. International Journal of Slavic Studies».

## Семья

А. В. Бондарко, муж

Муж Татьяны Рождественской — Александр Владимирович Бондарко (1930—2016), лингвист, член-корреспондент РАН. Ихний сын Николай (род. 1975) — также лингвист, профессор РАН.

## Труды
диссертации
- Древнерусские надписи-граффити XI—XIV вв. как лингвистический источник. Канд. дис. / АН СССР. Ленингр. отд-ние Ин-та языкознания. — Л., 1974.
- Эпиграфические памятники Др. Руси X—XV вв.: (Проблемы лингвист. источниковедения). Докт. дис. — СПб., 1994

монографии
- Древнерусская эпиграфика X—XV веков: Учебное пособие. — СПб.: СПбГУ, 1991. — 96 с.
- Древнерусские надписи на стенах храмов: Новые источники XI—XV вв. — СПб.: Изд-во Санкт-Петербургского университета, 1992. — 172 с.
- Язык и письменность средневекового Новгорода. Богослужебные надписи и берестяные грамоты XI—XV вв. — СПб.: Факультет филологии и искусств СПбГУ, 2008. — 136 с.

статьи
- Новый список «Повести о Ерше Ершовиче» // Труды Отдела древнерусской литературы. — Л., 1969. — Т. 24. — С. 187—191.
- Значение граффити XI—XIV вв. для изучения истории русского языка старшего периода // Вопросы языкознания. 1972, № 3. — С. 110—117.
- Письменная традиция Северной Руси по эпиграфическим данным // Древнерусский литературный язык в его отношении к старославянскому : [сб. ст.] / отв. ред. Л. П. Жуковская. — М.: Наука, 1987.
- Т. Н. Джаксон, Т. В. Рождественская. К вопросу о происхождении топонима «Изборск» // Древнейшие государства на территории СССР: Материалы и исследования: 1986. — М., 1988. — С. 223—228. http://dgve.ru/arkhiv/1986.shtml
- Эпиграфика и книжная культура средневекового Новгорода // История и культура древнерусского города. Сборник статей к 60-летию В. Л. Янина / отв. ред. Г. А. Фёдоров-Давыдов. — М., 1989. — ISBN 5-211-00286-5.
- О социолингвистической ситуации на Руси IX—X вв. // Традиции древнейшей славянской письменности и языковая культура восточных славян. М., 1991.
- Древнерусская эпиграфика X—XIII вв.: текст и норма // Russian Linguistics. 1993. № 17.
- Надписи на фресках церкви Спаса на Нередице: к истории новгородской письменной традиции // Вестник Российского гуманитарного научного фонда. М., 2002. № 3.
- Славянские библейские тексты в храмах Древней Руси // XIII Международный съезд славистов. Славянское языкознание. Доклады российской делегации. Любляна, 15—21 августа 2003 г. — М., 2003. — С. 514—523.
- Берестяные грамоты в системе памятников литературно-письменного языка Древней Руси // Берестяные грамоты: 50 лет открытия и изучения. Материалы международ. конф., Великий Новгород, 24-27 сент. 2001 г. / Под общ. ред. В. Л. Янина. — М.: Индрик, 2003.
- Новонайденные древнерусские надписи-граффити Мартирьевской паперти Новгородского Софийского собора // Труды Отдела древнерусской литературы. — СПб., 2004. — Т. 55. — С. 536—548.
- А. Г. Бобров, Т. В. Рождественская. Вячеслав Михайлович Загребин (31.10.1942 — 9.10.2004): (Некролог) // Труды Отдела древнерусской литературы. — СПб., 2006. — Т. 57. — С. 984—987.
- Надписи и рисунки-граффити из церкви Феодора Стратилата на Ручью в Новгороде // Царевская Т. Ю. Роспись церкви Феодора Стратилата на Ручью в Новгороде … . М., Северный паломник. 2007.
- Граффити южнославянские и древнерусские // Православная энциклопедия. М., 2007. Т. 12. С. 293—301.
- «О, тому умети грамоте!..» (надписи с именем «Путила» в Георгиевском соборе новгородского Юрьева монастыря) // Труды Отдела древнерусской литературы. — СПб., 2008. — Т. 58. — С. 780—788.
- Эпиграфические памятники на Руси в эпоху становления государственности // Древнейшие государства Восточной Европы. 2010: Предпосылки и пути образования Древнерусского государства. — М.: Русский фонд содействия образованию и науке, 2012. — 712 с. — ISBN 978-5-91244-092-2.
- А. М. Гордин, Т. В. Рождественская. «Идя ко святому Иакову»: древнерусское граффито XII в. в Аквитании // Slověne = Словѣне. — Т. 5, № 1. 2016. — С. 126—147. http://www.slovene.ru/ojs/index.php/slovene/issue/view/10/showToc
- Древнерусские граффити из церкви Николы на Липне в Новгороде: (Материалы к Своду средневековых граффити Новгорода Великого) // Труды Отдела древнерусской литературы. — СПб., 2016. — Т. 64. — С. 818—831. — ISBN 978-5-94668-205-3.
- Граффити в церкви Спаса на Нередице в Новгороде (материалы к своду древнерусских надписей-граффити Новгорода Великого) // Труды Института русского языка им. В. В. Виноградова. Вып. 9. 2016. С. 158—170. http://ruslang.ru/doc/trudy/9.pdf
- С. А. Аверина, Т. В. Рождественская, О. А. Черепанова. Татьяна Аполлоновна Иванова (1917—2011) // Вестник Санкт-Петербургского университета. Язык и литература. 2017. Т. 14. № 4. С. 696—698.

Соавтор:
- Словарь русского языка в четырёх томах АН СССР. / Гл. редактор А. П. Евгеньева. — М.: Русский язык, 1981—1984. 2-е изд., испр. и доп.
- Энциклопедия «Слова о полку Игореве». — СПб.: Наука, 1995. — ряд статей
- Русский язык. Школьный энциклопедический словарь. — СПб., 2014. — ряд статей

Редактирование и т. п.:
- Рождественский Вс. А. Стихотворения. / Подг. текста, примеч., коммент.; совм. с М. В. Рождественской. — Л., 1985. (Библиотека поэта. Большая серия.)
- Seminarium Bulkinianum: к 60-летию В. А. Булкина: сб. статей. — СПб., 1999. — ISBN 5288020043.